# Oulton (Suffolk)
Oulton – miejscowość i civil parish w Anglii, w hrabstwie Suffolk, w dystrykcie East Suffolk. W 2001 liczyła 3220 mieszkańców.